# 6-й навчальний артилерійський полк (Україна)
6-й навчальний артилерійський полк (6 НАП, в/ч А0473, пп В5229) — навчальна частина, що існувала до 2015 року. Полк входив до складу 169-го навчального центру Сухопутних військ ЗСУ і готував спеціалістів наземної артилерії.

## Історія
Історія з'єднання розпочинається з 214-го артилерійського полку (в/ч 71118) 144-ї гвардійської мотострілецької Єльнинської Червонопрапорної дивізії. Організаційно перебуваючи в складі 144-ї гвардійської МСД 214-й артилерійський полк дислокувався в селищі Клоога (Естонія).

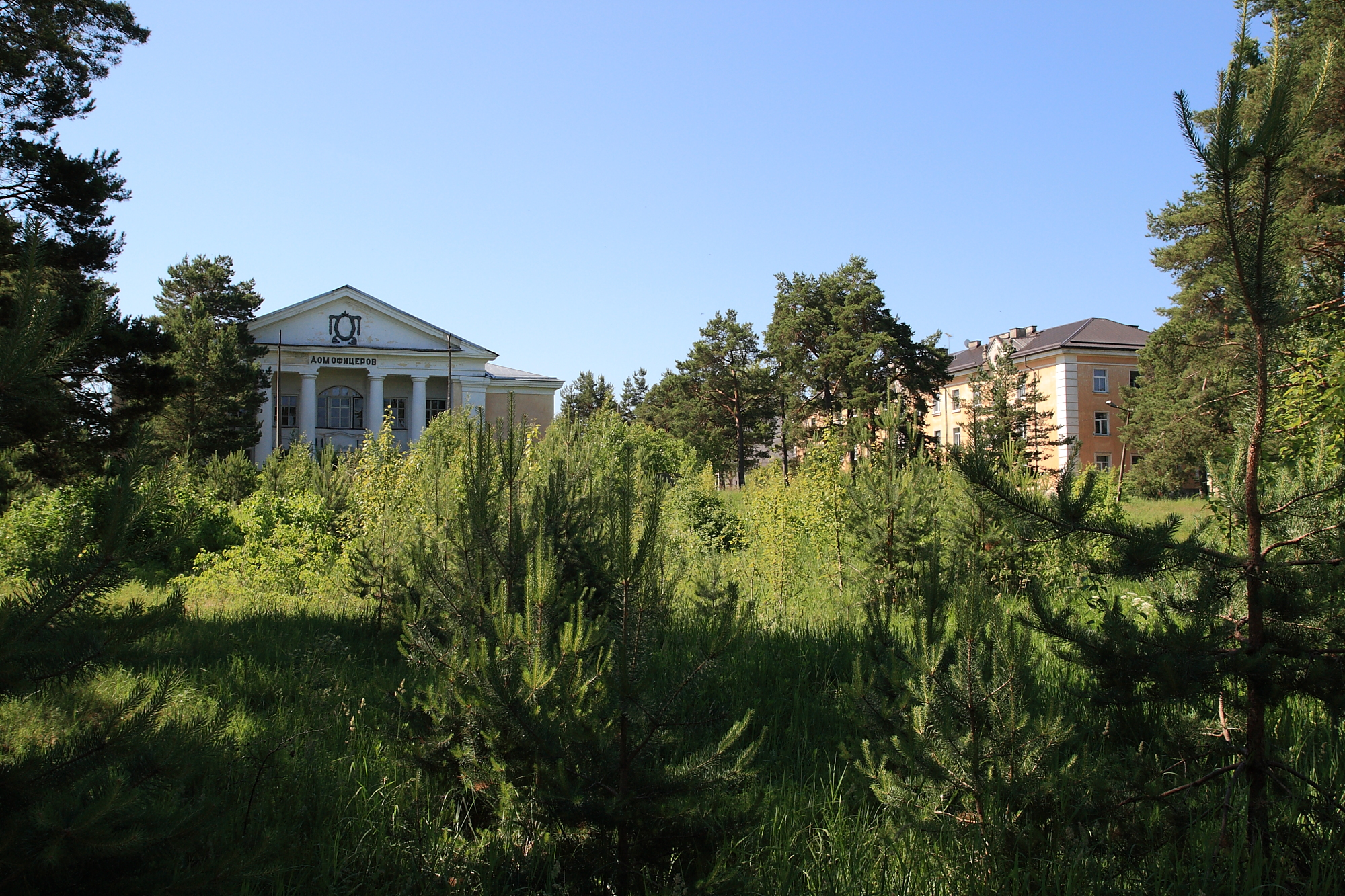
Військове містечко в Клоозі

У квітні 1985 року 214-й навчальний артилерійський полк прибув до ГРВН-ЗГВ. Дислокувався на території, що розташовувалась біля штабу 34-ї артилерійської дивізії в Потсдамі. Місце розміщення бригади раніше належало 303-й гвардійській гарматній артилерійській бригаді, яка ще в 1981 році була виведена в Альтенграбов. Формування і організацію навчального процесу проводили одночасно зі створенням навчально-матеріальної бази під керівництвом і командуванням тоді ще гв. полковника Капічнікова Юрія Олексійовича, начальника штабу — Караваєва Ю. Ф. Особовий склад полку початково становили інструктори та сержанти 44-ї навчальної танкової дивізії з селища Єланське.  
У 1985—1987 роках полк був перейменований на 281-шу навчальну самохідну артилерійську бригаду (в/ч п/п 95826). Бригада підпорядковувалась групі військ, а невдовзі її перепідпорядкували 34-й дивізії.
25 серпня 1990 року надійшла директива про передислокацію 281-ї навчальної самохідної артилерійської бригади з НДР в Дівички Київського військового округу строком з 6 жовтня 1990 року по 20 грудня 1990 року. Місце дислокації в Дівичках належало 155-му самохідно-артилерійському полку, який своєю чергою вивели в м. Сміла.
По прибутті в Україну бригада була переформована з навчальної в 281-шу гарматну артилерійську бригаду окружного підпорядкування. Замість умовного найменування п/п 95826 було присвоєно нове позначення в/ч 31827. У 1992 році бригаду знову переформували в навчальну з тим же номером 281, умовне найменування в/ч А0473. У 1998 році бригада переформована в 6-й навчальний центр.
У 2003 році переформована в 6-й навчальний полк.
У 2014 році на його фондах сформовано 43-тю окрему артилерійську бригаду великої потужності.
У 2015 році полк розформували.
Станом на 2017 рік на основі полку формується міжвидовий навчальний центр артилерії.

## Озброєння
На озброєнні бригади перебували 72 великокаліберні гармати 2А36 «Гіацинт-Б».
У полку перебували 2С5 «Гіацинт-С», Мста-С та 2С7 «Піон».

## Втрати
16 листопада 2014  р. внаслідок підриву на фугасі військової вантажівки «Урал» поблизу Дебальцевого загинув майор медичної служби, начальник медичного пункту 6-го навчального артилерійського полку Вашеняк Віталій Петрович (1981 р.н., Митки, Вінницька область).